# Lamazière-Haute
Lamazière-Haute (La Masiera Nauta auf Okzitanisch) ist eine französische Gemeinde mit 66 Einwohnern (Stand 1. Januar 2022) im Département Corrèze in der Region Nouvelle-Aquitaine.

## Geografie
Die Gemeinde liegt im Zentralmassiv auf dem Plateau de Millevaches und somit auch im Regionalen Naturpark Millevaches en Limousin.
Tulle, die Präfektur des Départements, liegt ungefähr 90 Kilometer südwestlich, Ussel etwa 20 Kilometer südwestlich und Clermont-Ferrand rund 70 Kilometer nordöstlich.
Nachbargemeinden von Lamazière-Haute  sind Saint-Oradoux-de-Chirouze im Norden, Eygurande im Osten, Aix im Süden, Couffy-sur-Sarsonne im Westen sowie Saint-Martial-le-Vieux im Nordwesten.
Im südlichen Gemeindeteil entspringt der Bach Ruisseau de la Barricade, im Norden der Feyt.

### Verkehr
Der Ort liegt ungefähr 20 Kilometer nordwestlich der Abfahrt 24 der Autoroute A89.

## Wappen
Beschreibung: In Rot neun goldene Fensterrauten in Dreierreihen.

## Bevölkerungsentwicklung
| Jahr      | 1962 | 1968 | 1975 | 1982 | 1990 | 1999 | < 2016 |    |
| Einwohner | 123  | 126  | 100  | 93   | 82   | 82   | 73     | 66 |

## Sehenswürdigkeiten

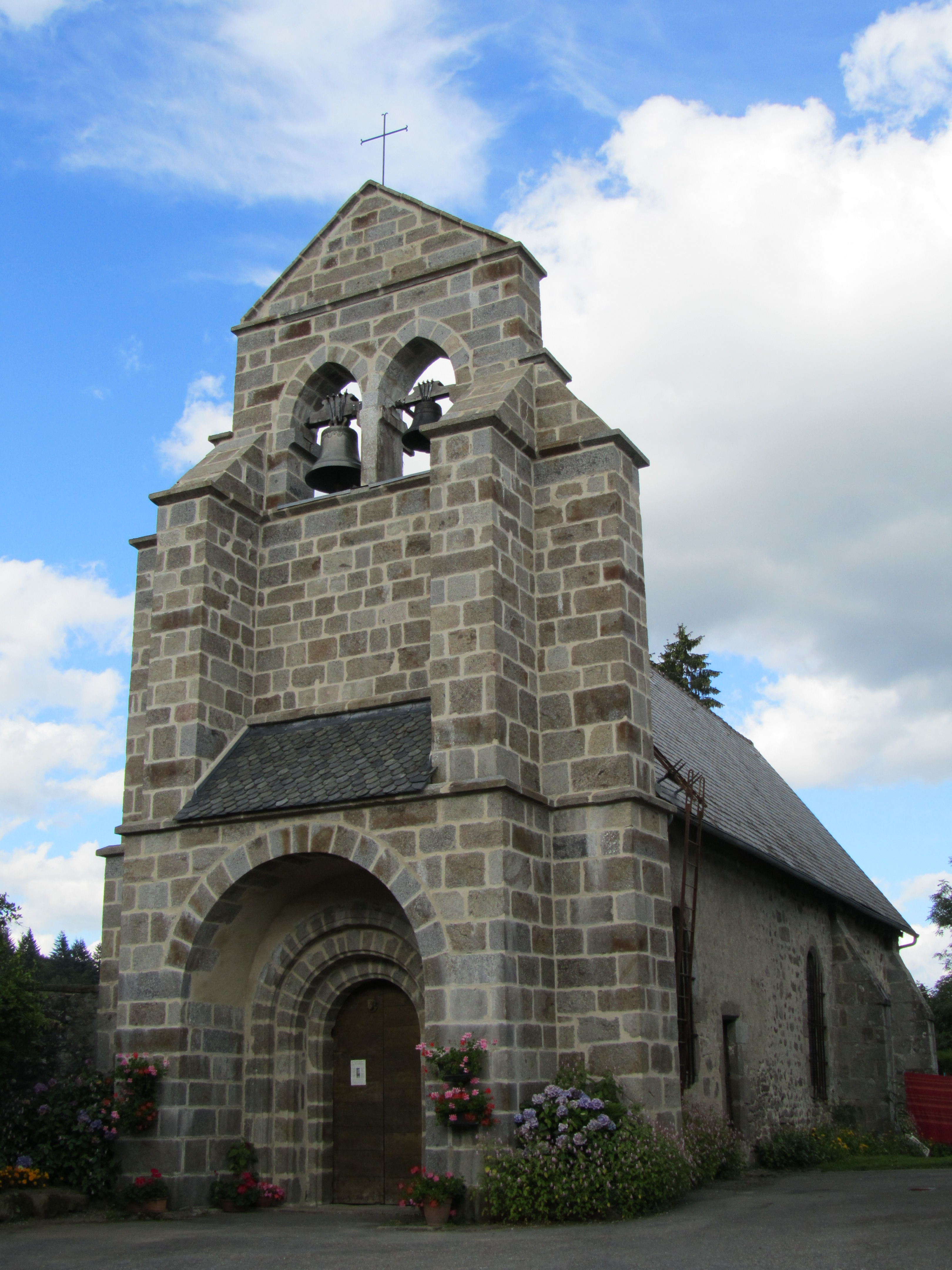
Kirche Sainte-Croix

- Der Dolmen von Peyro-Coupeliero, ein neolithisches Steingrab, ist als Monument historique klassifiziert.[2]
- Kirche